# La Kermesse héroïque
La Kermesse héroïque is een Frans-Duitse filmkomedie uit 1935 onder regie van Jacques Feyder. Destijds werd de film uitgebracht onder de titel Heldenkermis.

## Verhaal
In 1616 zijn de inwoners van de stad Boom druk doende met de voorbereidingen voor hun kermis, wanneer ze te horen krijgen dat de Spaanse hertog van Olivares met zijn leger op weg is naar de stad om er te overnachten. De burgemeester vreest dat de komst van de Spaanse troepen zal leiden tot plunderingen en verkrachtingen. Hij besluit daarom op aanraden van de gemeenteraad te doen alsof hij pas is overleden, zodat hij de soldaten niet hoeft te ontvangen.
Zijn vrouw Cornelia verfoeit dit plan en trommelt de vrouwen van de stad op om de Spanjaarden een warm onthaal te bereiden. De hertog is zozeer gecharmeerd door het hartelijke welkom van de vrouwen dat zijn troepen zich voorbeeldig gedragen en dat hij bovendien de belastingen van de stad voor één jaar kwijtscheldt. Cornelia laat haar man de eer opstrijken voor haar plan, maar ze heeft intussen ook de plannen van haar dochter gedwarsboomd, die nu de slager moet huwen in plaats van de jonge schilder Brueghel.

## Rolverdeling
| Acteur              | Personage               |
| ------------------- | ----------------------- |
| Françoise Rosay     | Cornelia de Witte       |
| André Alerme        | Korbus de Witte         |
| Jean Murat          | Hertog van Olivares     |
| Louis Jouvet        | Priester                |
| Lyne Clevers        | Vrouw van de visboer    |
| Micheline Cheirel   | Siska                   |
| Maryse Wendling     | Vrouw van de bakker     |
| Ginette Gaubert     | Vrouw van de herbergier |
| Marguerite Ducouret | Vrouw van de brouwer    |
| Bernard Lancret     | Jan Brueghel            |
| Alfred Adam         | Jozef van Meulen        |
| Pierre Labry        | Herbergier              |
| Arthur Devère       | Visboer                 |
| Marcel Carpentier   | Bakker                  |
| Alexander D'Arcy    | Kapitein                |

## Ontvangst
Aan de film werden destijds, en ook recent nog, allerlei politieke interpretaties gegeven. In Duitsland waren de nazi’s sedert kort aan de macht, en zij vergeleken de vriendelijke ontvangst door de vrouwen met hun eigen succes. Propagandaminister Joseph Goebbels was aanwezig op de première van de Duitse versie (de film was een Frans-Duitse coproductie). Dat de film kon verwijzen naar de Duitse bezetting van België tijdens de Eerste Wereldoorlog, was voor hem positief, omdat de Spaanse bezetter er eerder goed uitkomt (de verwachte gruwelen en plunderingen blijven uit). Sommige Franse critici zagen er een “nazi-inspiratie” in. Toch werd de film tijdens de Tweede Wereldoorlog in heel bezet Europa verboden, omdat Goebbels vond dat Feyder met de collaboratie spotte.  
Vooral in Vlaanderen botste de film op hevige reacties. Katholieken vonden dat de film de spot dreef met de kerk (er komt een bijzonder antipathieke priester in voor, gespeeld door Louis Jouvet) en stoorden zich bovendien aan de “onzedelijk” manier waarop de Vlaamse vrouwen zich gedragen. Flaminganten vonden dat de Vlamingen belachelijk werden gemaakt. Dat de regisseur een Franstalige Belg was en de scenarist de broer van de Franstalige socialistische politicus Paul-Henri Spaak, was voor sommigen een reden te meer om er een bewust anti-Vlaamse film in te zien. 
In de Belgische Kamer werd gevraagd de film te verbieden en sommige gemeentebesturen, onder andere in Brugge, verboden hem effectief. In enkele steden werd tegen de film betoogd. In Antwerpen moest de politie zelfs optreden. Soms werd er in de filmzalen stinkbommen geworpen of ratten losgelaten. 
Echter, zoals Feyder zelf in de begintitels liet weten, verwijst de film niet naar de geschiedenis, maar is hij bedoeld als een klucht, gemaakt in het kader van een traditionele kermis die aan taferelen van Vlaamse schilders herinneren. 
De hetze rond de bedoelingen van de film konden niet beletten dat La kermesse héroïque als kunstwerk veel lof ontving, vanwege de regie, de acteerprestaties en de uitzonderlijke mooie decors en kostuums. De film kreeg in 1936 de Grand Prix du cinéma français en de prijs voor de beste regie van de Biënnale van Venetië. 
Uiteindelijk valt in de film vooral de triomf van de vrouwelijke moed en verleidingskunst op. Door charme en seksuele aantrekking bereiken de vrouwen veel meer dan door gewapend verzet dat geen kans maakte tegen een Spaanse overmacht. De angst en lafheid van het mannelijk bestuur worden belachelijk gemaakt. De paniek van de burgemeester wordt visueel getoond: brand, scènes van verkrachtingen, martelingen en moorden – alles wat zou kunnen gebeurd zijn indien de vrouwen niet de macht hadden gegrepen. Daarom zijn de vele boodschappen van deze film zeker ook: "make love, not war"; en "vrouwen aan de macht".

## Rellen in Nederland
Ook in Nederland veroorzaakte La kermesse héroïque boze reacties omdat de film een “antinationaal beeld” van de onafhankelijkheidsstrijd tegen Spanje gaf. In een open brief pleitte het rechts-nationalistische Verbond voor Nationaal Herstel voor een vertoningsverbod. De Nederlandse première in het Amsterdamse Tuschinski werd verstoord door NSB'ers en leden van het Zwart Front. Een dag later werden in Rotterdam 80 demonstranten opgepakt. Tijdens rellen voor de ingang van de Passage-bioscoop in Den Haag op 20 maart 1936 werd een journalist van de Haagsche Courant, Jan Bosch, aangereden door een politiemotor. Hij zou enkele dagen later aan zijn verwondingen overlijden. Over deze aanrijding zijn langdurige rechtszaken gevoerd, die in 1940 zouden uitmonden in het Heldenkermisarrest van de Hoge Raad, waarin een eis tot schadevergoeding van Bosch' nabestaanden werd afgewezen.